# Петра Здечованова
Петра Здечованова (словац. Petra Zdechovanová; нар. 2 листопада 1995, Велика Ломниця, Словаччина) — словацька футболістка, півзахисниця польського клубу РОВ (Рибнік) та національної збірної Словаччини.

## Клубна кар'єра
Вихованка клубів ФТК (Філяково). 12 серпня 2011 року покинула Філяково і приєдналася до дорослої команди «Жирафа» (Жиліна), з якою підписала 5-річний контракт. У липні 2015 року покинула Словаччину за рік до закінчення контракту й переїхала до Польщі, щоб приєднатися до «Чарні» (Сосновець). У 2018 році перебралася д іншого польського клубу, «Мітех» (Живець). З 2020 року захищає кольори польського клубу РОВ (Рибнік).

## Кар'єра в збірній
Провела 6 матчів у футболці жіночої молодіжної збірної Словаччини (WU-19).
Викликається до національної збірної Словаччини, у футболці якої дебютувала 26 жовтня 2013 року в матчі проти Хорватії.

## Особисте життя
Відвідувала Спортивну гімназію Жиліни, яку закінчила у 2013 році.